# Valerie Harper
Valerie Kathryn Harper (ur. 22 sierpnia 1939 w Suffern, zm. 30 sierpnia 2019 w Los Angeles) – amerykańska aktorka telewizyjna, teatralna i filmowa.
Dwukrotnie nominowana do nagrody Złotego Globu za drugoplanowe role w filmach: Szaleni detektywi (1974) oraz Rozdział drugi (1979). Złoty Glob otrzymała w 1975 za główną rolę w serialu TV Rhoda (serial ten przyniósł jej także nagrodę Emmy).
W latach 1964–1978 była żoną Richarda Schaala. W 1987 poślubiła Tony’ego Cacciotti, z którym adoptowała córkę. W latach 70 i 80 była zaangażowana w Ruch Wyzwolenia Kobiet oraz zwolennikiem proponowanej poprawki do Konstytucji Stanów Zjednoczonych gwarantującej równe prawa dla kobiet.
Razem z Dennisem Weaverem współtworzyła organizację charytatywną L.I.F.E. w 1983 roku zajmującą się dokarmianiem potrzebujących ludzi w Los Angeles
W 2009 zdiagnozowano u niej raka płuca. 6 marca 2013 poinformowała, że badania wykonane w styczniu wykazały, iż doszło u niej do meningozy, a lekarze dają jej zaledwie trzy miesiące życia. Pomimo iż choroba nie może zostać wyleczona, lekarze postanowili zastosować chemioterapię, by spowolnić jej postęp.
Zmarła 30 sierpnia 2019 w Los Angeles, osiem dni po swoich 80. urodzinach.

## Wybrana filmografia

### Filmy
- Szaleni detektywi (1974) jako Consuelo Delgado, żona "Beana"
- Rozdział drugi (1979) jako Faye Medwick
- Ostatnie małżeństwo w Ameryce (1980) jako Barbara
- To cholerne Rio (1984) jako Karen Hollis
- Śmierć cheerleaderki (1994) jako pani Delvecchio
- Rodzinna zamiana (1995) jako Grace Venessi
- Rozgadana farma (1997) – Kurczak (głos)
- Taniec pod księżycem (2002) jako Claire
- Dreszczowiec (2012) jako Audrey Alden

### Seriale TV
- Mary Tyler Moore Show (1970-77) jako Rhoda Morgenstern
- Columbo jako Eve Babcock (w odc. pt. Decydująca rozgrywka z 1972)
- Rhoda (1974-78) jako Rhoda Morgenstern-Gerard (główna rola)
- Muppet Show (1976-81) – w roli samej siebie (1976)
- Statek miłości (1977-86) jako Laurel Peters (gościnnie, 1986)
- Valerie (1986-91) jako Valerie Hogan
- Dotyk anioła (1994-2003) jako Kate Prescott (gościnnie; w 2 odcinkach z 1996 i 1999)
- Podróż do Ziemi Obiecanej (1996-99) jako Molly Arnold (gościnnie, 1996)
- Melrose Place (1992-99) jako Mia Mancini (gościnnie, 1998)
- Seks w wielkim mieście (1998-2004) jako Wallis Wysel (gościnnie, 1999)[11]
- Różowe lata siedemdziesiąte (1998-2006) jako Paula (gościnnie, 2001)
- Sprawy rodzinne (1999-2002) jako Julia (gościnnie, 2001)
- Prawie doskonali (2002-06) jako Judith, mama Owena (gościnnie, 2003)
- Dopóki śmierć nas nie rozłączy (2006-10) jako Barbara (gościnnie, 2009)
- Gotowe na wszystko (2004-12) jako Claire Bremmer (gościnnie, 2011)
- Jej Szerokość Afrodyta (2009-14) jako sędzia Leslie Singer (gościnnie, 2011)
- Rozpalić Cleveland (2010-15) jako Angie (gościnnie, 2013)
- Niedoręczony list (2014) jako Theresa Capodiamonte
- Melissa i Joey (2010-15) jako ciotka Bunny (gościnnie, 2015)
- Dwie spłukane dziewczyny (2011-17) jako Nola Anderz (gościnnie, 2015)